# Миладин Зарић
Миладин Зарић – Мишо (Сеча Река, 1889 – Београд, 1976) је био учитељ из Београда, најпознатији по томе што је током операције ослобађања Београда у Другом светском рату, у зору 20. октобра 1944, пресекавши жице детонатора, спасао од рушења минирани Стари савски мост у Београду. Зарић није био припадник војске, него обичан грађанин који је живео у близини моста и, приметивши припреме Немаца за рушење, решио да искористи своје деминерско знање стечено у Балканским ратовима и Првом светском рату. За своје заслуге, Зарић је добио већи број југословенских и страних одликовања и других признања.

## Детињство и младост
Миладин Зарић је рођен 1889. године у Сечој Реци, недалеко од Косјерића. Уписао је Богословски факултет у Призрену, али због неслагања са Николајем Велимировићем напушта свештенички позив и постаје учитељ.
Учествовао је као резервни официр, у Балканским ратовима, када је деминирао мост на реци Шемници код Битоља, као и у Првом светском рату, током ког је преживео повлачење преко Албаније. За заслуге у тим ратовима добио је златни и сребрни Орден за храброст „Милош Обилић“, Крст краља Петра првог и Албанску споменицу.
Након рата, био је учитељ у Ковиљу и Ужицу, касније и управник основне школе у родном Косјерићу, затим је премештен у Жарково, тада село поред Београда, а потом у ОШ „Јанко Веселиновић“ у Београду, где је радио и у току Другог светског рата. По сведочењима његових ученика, Зарић је био моралан и племенит човек, али и посвећен учитељ који се трудио да својим ученицима и у време рата пренесе што више знања и у њих усади позитивне животне вредности, без обзира на ратно време и тешкоће с којима су се сви суочавали.

## Ослобођење Београда и спасавање моста
Током рата, Зарић је живео у стану у Карађорђевој улици број 69. Када су се, октобра 1944, захуктале борбе за ослобођење Београда, тада педесетпетогодишњи Зарић је с прозора свог стана приметио да немачки војници минирају Стари савски мост.
Тај мост је представљао практично једину везу централне Србије са Сремом (изузев моста у Шапцу, који је био у веома лошем стању) и ако би га срушили, Немци би добили драгоцено време за повлачење. Зато је Зарић, кад је након неколико дана борби у близину дошла совјетска војска, а главнина немачких трупа се повукла, 20. октобра ујутро изашао из склоништа и пронашао групу војника Црвене армије. С њима се упутио ка мосту, међутим, пошто је само он знао положај детонатора и жица, сâм се попео на мост, узео ашов који је лежао крај једног мртвог немачког војника и њиме прекинуо детонаторску жицу која је већ била запаљена.
Немци, који су се утврдили с друге стране Саве, на Старом сајмишту, схвативши да минирање моста није успело, покушали су затим поново да га униште, гађајући га из даљине, али су јединице совјетске армије успеле да пређу мост и заштите га. На тај начин, спречено је рушење Старог савског моста, који је, уз мост Лудендорф на Рајни, остао једини велики мост у Европи који Немци у повлачењу нису успели да сруше. Мост Лудендорф се, међутим, због тешких оштећења, срушио десетак дана након што га је савезничка војска заузела. Самим тим, Стари савски мост је једини велики европски мост који је избегао рушење приликом немачког повлачења.

## Каснији живот и признања
Већ 18. децембра 1944. године, Зарић је одликован Орденом за храброст, а затим и бугарским одликовањем, као и совјетским Орденом Отаџбинског рата. По завршетку рата, постављен је за председника Трећег рејона града Београда, али се противио национализацији и у знак протеста напустио функцију. Проживео је још тридесет година у Београду, у близини моста који је спасао. Преминуо је 1976. године, у осамдесет седмој години живота.
Зарић се бавио пчеларством, па је 1977. године, непосредно по његовој смрти, новообновљено Друштво пчелара Косјерића названо по њему. 1990. године, мала улица у насељу Борча IV такође је понела његово име. Године 1984. кад је Стари савски мост обновљен и оспособљен за трамвајски саобраћај, поднета је иницијатива да буде назван по њему, али је без јасног образложења одбијена. Приликом именовања новоизграђеног Моста на Ади 2012. године, један од предлога за име новог моста био је и „Мост Миладин Зарић“, али је мост на крају задржао првобитни назив, Мост на Ади.
Две године након Зарићеве смрти, 1978, његов подвиг је једини пут екранизован, додуше индиректно. У претпоследњој епизоди ТВ серије Повратак отписаних, по имену „Мост“, лик заснован на Зарићу, Захарије С. Јовановић (кога глуми Никола Милић) спасава Стари савски мост пресецањем жица детонатора, предухитривши тако главне јунаке серије који имају исту намеру.
Средином 2013. године, започета је поновна иницијатива за преименовање Старог савског моста, која је донела Зарићу и његовом делу већи простор у медијима. Ангажовањем учесника иницијативе, јуна 2013, испод Старог савског моста постављена је табла са Зарићевим ликом и кратком биографијом. Марта 2014. године, откривена је спомен плоча на кући у којој је Зарић живео у Косјерићу. Маја 2014. године, Скупштини града Београда званично је поднета иницијатива са петицијом да Стари савски мост 20. октобра 2014. понесе име Миладина Зарића, поводом 70. годишњице спасавања моста. Ова иницијатива није благовремено стављена на дневни ред Скупштине града, али је Градска општина Савски венац 20. октобра 2014. открила спомен плочу Миладину Зарићу у Карађорђевој улици, на кући у којој је Зарић живео током Другог светског рата. Иницијатива за преименовање моста је званично и даље у процедури у Скупштини града.
Удружење потомка ратника 1804-1920. "Љубомир Марић" из Косјерића, објавило је 2015. године монографију о подвигу учитеља Зарића "Учитељ брани мост", коју је написао књижевник Милијан Деспотовић.
На иницијативу Покрета слободних грађана Бојан Максимовић је 22. новембра 2022. године насликао мурал "Буди Зарић" на новобеоградској страни Савског моста.

## Одликовања
- Споменица на рат 1913. године (Краљевина Србија);
- Сребрна медаља за храброст (Краљевина Србија);
- Златна медаља за храброст (Краљевина Србија);
- Албанска споменица (Краљевина СХС/Југославија);
- Споменица за рат ослобођења и уједињења 1914—1918. године (Краљевина СХС/Југославија);
- Орден Светог Саве (Краљевина СХС/Југославија);
- Орден југословенске круне (Краљевина СХС/Југославија);
- Медаља за спомен на двадесет пету годишњицу ослобођења Јужне Србије (Краљевина СХС/Југославија);
- Орден за храброст (ФНРЈ);